# Старокучербаево
Старокучерба́ево (баш. Иҫке Күсәрбай) — село в Благоварском районе Башкортостана, центр Кучербаевского сельсовета.  Согласно переписи  2020 года население составляло 1023 человека.

## Население
| 2002 | 2009  | 2010  |
| ---- | ----- | ----- |
| 1365 | ↘1363 | ↘1309 |

Национальный состав
Согласно переписи 2010 года, преобладающая национальность — татары.

## Географическое положение
Расстояние до:
- районного центра (Языково): 35 км,
- ближайшей ж/д станции (Благовар): 50 км,
- Уфы: 100 км.

## Религия
В селе есть мечеть.

## Известные уроженцы
- Габдрахманов, Раис Бикмухаметович (1918—1988) — башкирский писатель, журналист, член Союза писателей Башкирской АССР (1956).
- Гарифуллин, Фарит Шарифуллинович (1928 -2018) — агроном. Почётный академик Академии наук Республики Башкортостан (1995). Доктор сельскохозяйственных наук (1984), профессор (1985).
- Набиуллин, Валей Габеевич (1914—1982) — государственный деятель. Председатель Верховного Совета Башкирской АССР, Председатель Совета Министров Башкирской АССР.
- Камалетдинов, Венер Хаернасович — депутат Государственной Думы четвёртого созыва.